# Skull and Bones (organisatie)

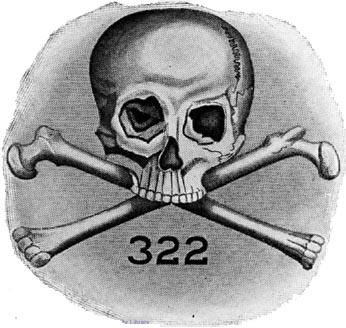
Het beeldmerk van Skull and Bones

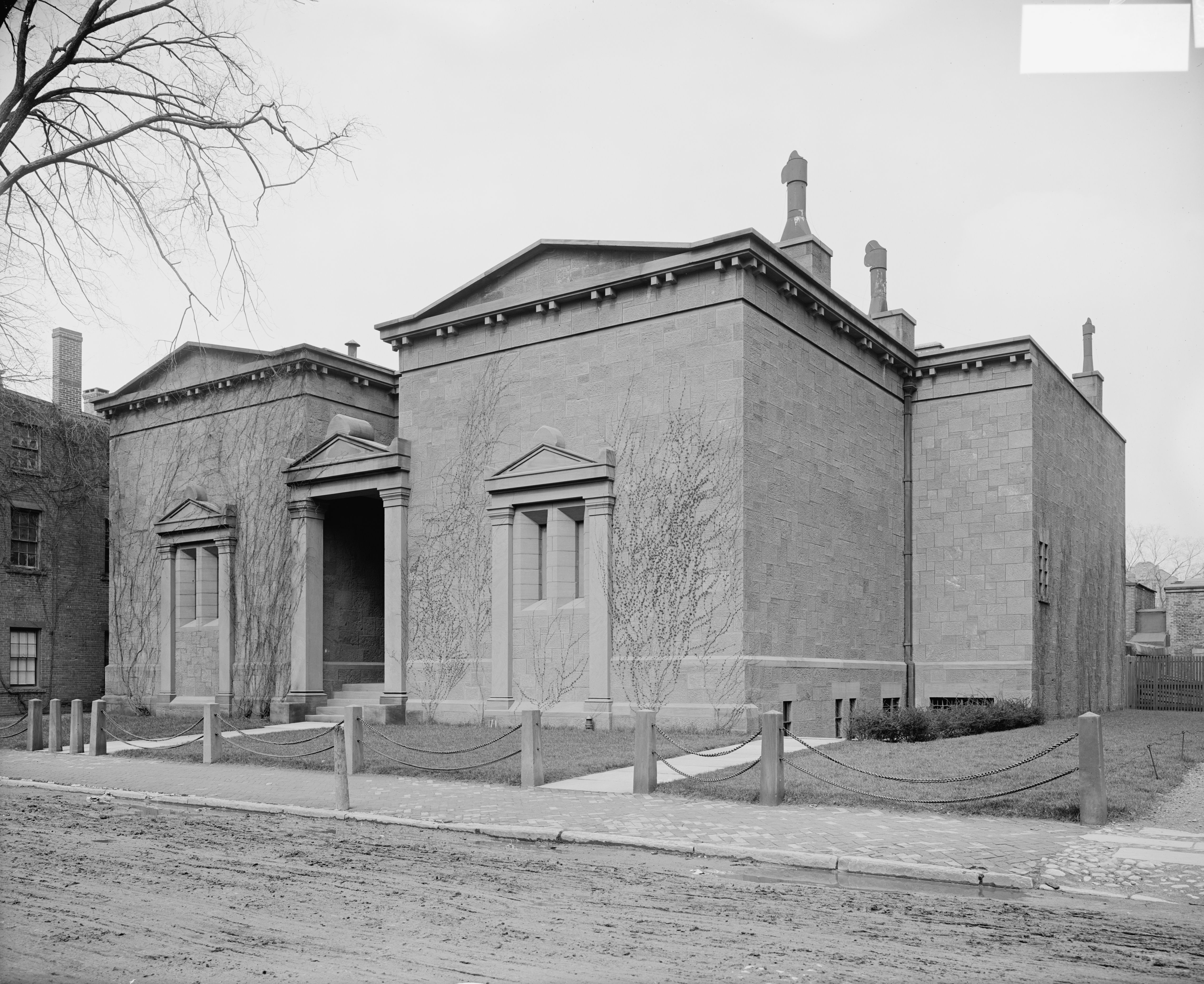
The Tomb

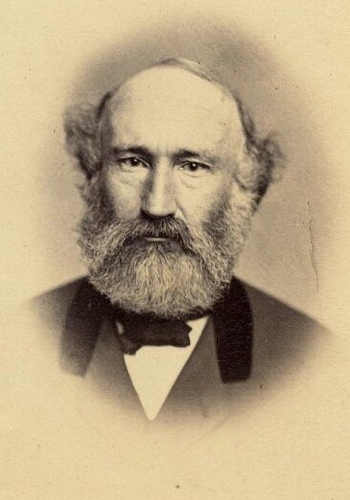
William Huntington Russell (1809-1885)

The Order of Skull and Bones (de orde van schedel en botten), The Order, Order 322, Chapter 322 of The Brotherhood of Death (de broederschap van de dood) is het oudste geheime genootschap van studenten van de Yale-universiteit.
Er zijn drie grote sociëteiten aan de Yale, de andere twee zijn Scroll and Key en Wolf's Head. Ingewijden werden senatoren, rechters, kabinetssecretarissen, spionnen, titanen van financiën en industrie en zelfs Amerikaanse presidenten. Onder hen zijn leden van de Tafts, Rockefellers, Pillsbury's en Bushes.

## Geschiedenis
De broederschap, die ondanks het feit dat zij slechts 15 studenten per jaar aanneemt, veel invloedrijke figuren uit de politieke en zakenwereld heeft voortgebracht, werd in 1832 opgericht door de latere Amerikaanse generaal William H. Russell en de latere minister van Oorlog Alphonso Taft. De assets (activa) van de sociëteit worden beheerd door de Russell Trust Association (sinds 1856), de organisatie van alumni, opgericht door Russell en Daniel Coit Gilman (een bonesman).
Vijftien seniors uit het vierde jaar kiezen vijftien 'neofieten' uit het derde jaar. De nieuw ingewijden zijn een jaar knight (ridder) en daarna voor het leven patriarch (aartsvader). Nadat de neofiet Bones binnenkomt, wordt zijn naam veranderd. Hij staat vanaf dat moment niet langer bekend onder zijn eigen naam, maar wordt, net als een monnik of ridder van Malta of St. John (Johannes de Doper), ridder die en die.
De broederschap was vooral voor blanke protestanten, sommige katholieken werden toegelaten, joden meestal niet.
Het genootschap heeft een tempel (The Tomb) op het terrein van de Yale-universiteit. Verder bezit het genootschap onder andere een vakantiewoning en een privé-eiland (Deer Island) aan de grens met Canada.
Volgens het Amerikaanse Genootschap voor Archeologie bezit Skull and Bones de schedel van Apache-indiaan Geronimo. Prescott Bush zou de schedel van Geronimo uit diens graf hebben gehaald, maar het is onduidelijk of dit werkelijk is gebeurd.

## Bekende leden
Tussen haakjes het jaar van inwijding in Skull and Bones:
- William Huntington Russell (1833), stichter
- George H.W. Bush (1949), 41e president van Amerika
- John Kerry (1966)
- George W. Bush (1968), 43e president van Amerika
- Prescott Bush (1917)
- Clint Frank, Heisman-winnaar
- Briton Hadden, medeoprichter van Time
- H.J. Heinz II van H.J. Heinz Company
- Frederick Wallace Smith, oprichter van FedEx
- Harold Stanley (1908), medeoprichter van Morgan Stanley
- William Howard Taft (1878), 27e president van Amerika
- James Jesus Angleton, hoofd contraspionage van de Central Intelligence Agency (CIA)
- William Averell Harriman (1913), gouverneur van New York
- Daniel Coit Gilman (1852), voorzitter Universiteit van Californië, eerste voorzitter van de Johns Hopkins-universiteit (1875-1901), president Carnegie Institution
- Henry Lewis Stimson (1888), minister van Oorlog (1911-13), minister van Buitenlandse Zaken (1929-33), minister van Oorlog (1940-45)
- William Putnam Bundy (1939)
- McGeorge Bundy (1940), voorzitter van de Ford Foundation (1966-1979)
- Timothy Dwight (1949), professor in de Yale Divinity School en daarna 12e voorzitter van Yale-universiteit
- Andrew Dickson White (1953), eerste president van Cornell University, US Ambassador Berlin (1894)
- Henry Sloane Coffin (1897), presbyteriaans predikant
- William Sloane Coffin (1949), een van de Boston Five
- Harry Payne Whitney (1898), van Guaranty Trust en Guggenheim Exploration Company
- Percy Rockefeller (1900)
- Winston Lord, voorzitter Council on Foreign Relations (CFR)
- William H. Welch (1870), eerste hoofd van de Johns Hopkins Medical School, voorzitter van de Board of Directors van de Rockefeller Institute of Medical Research (1910-1934), Trustee of the Carnegie Institution vanaf 1906
- Knight Woolley (1917)
- Archibald MacLeish (1915), schreef mee aan het statuut van de Unesco
- William Chauvenet (1840), betrokken bij de oprichting van de United States Naval Academy

## Films
De film The Skulls (met Joshua Jackson in een hoofdrol) gaat over het genootschap. Omdat de precieze tradities en gebruiken van het genootschap onbekend zijn, berust de film mogelijk op fictie. Algemeen wordt aangenomen dat schedels, botten en andere symbolen met betrekking tot de dood een belangrijke rol spelen in de bijeenkomsten in The Tomb.
In 2006 kwam er opnieuw een film uit waarin Skull and Bones een belangrijke rol speelt, namelijk The Good Shepherd met Matt Damon.

## In het nieuws
De organisatie kwam onder andere in 2004 in het nieuws toen in interviews van de Amerikaanse televisiejournalist Tim Russert bleek, dat zowel voormalig president George W. Bush als zijn toenmalige rivaal John Kerry lid van Skull and Bones waren vanaf hun studie aan Yale. Geen van beide presidentskandidaten maakte details bekend over de studentenvereniging.
In 2007 kwam de organisatie opnieuw in het nieuws, toen een student aan de Universiteit van Florida vroeg of John Kerry niet protesteerde tegen de verkiezingsoverwinning van George W. Bush omdat zij beiden lid waren geweest van Skull and Bones. De student werd vervolgens opgepakt door de aanwezige politie, waarbij een stroomstootwapen werd gebruikt. Hij werd veroordeeld voor verstoring van de openbare orde en het plegen van verzet tijdens zijn aanhouding.